# Manuel Valls
Manuel Carlos Valls Galfetti (født 13. august 1962 i Barcelona) er en fransk politiker fra Parti Socialiste af spansk oprindelse. Den 31. marts 2014 blev han udnævnt til premierminister.
Den 6. december 2016 blev Valls udskiftet på posten som premierminister, da han stillede op som kandidat til præsidentvalget, med Bernard Cazeneuve som fik ansvar for at danne en ny regering. Valls tabte kampen om at blive præsidentkandidat til Benoît Hamon.